# Амандола
Амандола (італ. Amandola) — муніципалітет в Італії, у регіоні Марке,  провінція Фермо.
Амандола розташована на відстані близько 145 км на північний схід від Рима, 75 км на південь від Анкони, 37 км на південний захід від Фермо.
Населення — 3681 особа (2014).
Щорічний фестиваль відбувається 25 січня. Покровитель — Beato Antonio da Amandola.

## Демографія
Населення за роками:

Станом на 1 січня 2023 року в муніципалітеті офіційно проживали 282 іноземці з 36 країн, серед них 86 громадян країн Євросоюзу та 7 громадян України.

## Сусідні муніципалітети
- Комунанца
- Гуальдо
- Монте-Сан-Мартіно
- Монтефальконе-Аппенніно
- Монтефортіно
- Пенна-Сан-Джованні
- Сарнано
- Змерилло